# Indian Summer (Band)
Indian Summer war eine kurzlebige aber einflussreiche Emocore / Screamo-Band der 1990er Jahre aus Oakland, Kalifornien / USA.

## Geschichte
Die Band gründete sich 1993 zunächst in Oakland. Bereits im ersten Jahr ihres Bestehens wurden mit der gleichnamigen EP und dem Split mit der Band Current zwei Veröffentlichungen herausgebracht.
Schon 1994 löste sich die Band wieder auf. Davor wurden noch zwei weitere Splits veröffentlicht. Das Label Future Recordings veröffentlichte nachträglich zwei CDs mit zusammengestelltem bekanntem Songmaterial der Band.

## Stil
Der Stil der Band gilt als stilbildend für kommende Screamo-Gruppen. Die Band selbst jedoch sah sich immer als „normale“ Emo-Band.
Der Sound ist gekennzeichnet durch extreme Gegensätze zwischen leise, fast wispernden, monotoneren Gesängen und langen, brachialen Schreieinlagen. Die Songs wirken oft chaotisch und kakophonisch.
Indian Summer haben ihren Songs selber nie Namen gegeben. Die heutigen Namen haben sich die Fans ausgedacht.

## Diskografie

### EPs/Splits
- Indian Summer, 7" (1993, Repercussion Records)
- Split mit Current, 7" (1993, Homemade Records, Repercussion Records)
- Split mit Embassy, 7" (199?, Slave Cut Records)
- Speed Kills Split mit Ordination of Aaron, 7" (1994, Inchworm Records)

### Alben
- Science 1994, CD (2002, Future Recordings)
- Hidden Arithmetic, CD/LP (2006, Future Recordings)

### Samplerbeiträge
- Eucalyptus double, 7" (1995, Tree Records) Song: Touch the Wings of an Angel Doesn’t Mean You Can Fly
- A Food Not Bombs Benefit, LP (1994, Inchworm Records) Song: Reflections on Milkweed
- Ghost Dance double, 7" (1994, Slave Cut Records) Song: Sugar Pill